# 페타르 스토야노비치
페타르 스토야노비치(슬로베니아어: Petar Stojanović, 1995년 10월 7일 ~ )는 슬로베니아의 축구 선수로, 세리에 A의 엠폴리와 슬로베니아 국가대표팀에서 라이트백으로 뛰고 있다.

## 구단 경력
스토야노비치는 지역 축구 클럽인 아르네 타보르에서 축구를 시작한 후 슬로반과 인터블록 유소년 팀에 합류하여 2011년까지 활동하다가 마리보르에 인수되었다. 인터블록의 구단주인 요크 페체니크는 마리보르로 이적한 후 즐라트코 자호비치 마리보르 축구 감독이 자신의 또래의 가장 큰 슬로베니아 인재 중 한 명을 가로챘다고 비난했다.
처음에 스토야노비치는 골키퍼로 활약했지만 이후 공격형 미드필더로 전향했다. 그러나 그가 마리보르 유스팀으로 이적했을 때, 그는 국내에서 가장 유망한 젊은 미드필더 중 한 명으로 여겨졌지만, 마리보르의 코치와 직원들은 스토야노비치가 라이트백의 위치에서 훨씬 더 큰 잠재력을 보았다. 마리보르에서의 첫 해 동안 그는 주로 U-17 팀에서 뛰었다. 그러나, 그는 2011-12년 시즌 후반기에 주전으로 뛸 수 있는 기회를 얻었고, 2012년 3월 25일 슬로베니아 1부 리그인 슬로베니아 프르바리가에 처음 출전했다. 데뷔 당시 그는 16세 5개월 18일이었고, 1부 리그에 출전한 최연소 선수로 클럽 신기록을 세웠다.
2016년 1월 5일, 그는 디나모 자그레브와 5년 계약을 맺었는데, 이적료는 약 200만 유로에 추가 금액을 더한 것으로 알려졌다.
2021년 7월 20일, 스토야노비치는 이탈리아의 엠폴리에 조건부 구매 의무를 지고 임대로 합류했다. 조건은 충족되었고 엠폴리는 2022년 6월 17일에 권리를 구매했다.

## 국가대표팀 경력
스토야노비치는 슬로베니아 U-16부터 U-21까지 모든 청소년 국가대표로 활약했다.
슬로베니아 U-17 국가대표팀의 일원으로, 스토야노비치는 2012년 UEFA U-17 축구 선수권 대회에 출전하여 1골을 기록했다. 그는 2014년 11월 18일 콜롬비아와의 경기에서 성인 국가대표팀에 데뷔했다. 당시 그는 19세 1개월 11일이었고, 7년 전에 르네 미헬리치가 세운 종전 기록을 뛰어넘어 최연소 국가대표팀 데뷔 선수가 되었다.
2021년 9월 1일 슬로바키아와의 2022년 FIFA 월드컵 예선 경기에서 국가대표팀 첫 골을 기록하며 1-1 무승부를 기록했다.